# Błąd fałszywego założenia
Błąd fałszywego założenia – błąd polegający na tym, że w dyskusji przyjmuje się, często milcząco, fałszywe założenie i próbuje się na jego podstawie dowodzić kolejnych tez. Brak refleksji na temat prawdziwości wszystkich jawnych i ukrytych założeń grozi budowaniem zawieszonych w próżni rozbudowanych teorii, które w całości falsyfikują się po zniesieniu założenia.
Przykład: 
W starożytnej Grecji przez jakiś czas aktualny był spór o to, czy na Przeciwziemi istnieją przeciwludzie. Dysputanci prześcigali się w podawaniu jak najbardziej przekonujących argumentów dotyczących istnienia przeciwludzi, nikt jednak, do pewnego czasu, nie wpadł na to, że Przeciwziemia może nie istnieć.